# Diskusfüßige Fledermaus

Fundstellen in Südostasien

Die Diskusfüßige Fledermaus (Eudiscopus denticulus) ist eine seltene Fledermausart in der Familie der Glattnasen (Vespertilionidae). Sie kommt in Südostasien vor und ist der einzige Vertreter der monotypischen Gattung Eudiscopus.
Die Art ist nur von vier kleineren Gebieten auf dem südostasiatischen Festland bekannt. Sie wurde in Laos, Myanmar, Thailand und Vietnam gefunden. Die Population in Laos lebt in einem Gebirge auf 1300 Meter Meereshöhe. Als Lebensraum dienen Wälder oder andere baumbestandene Landschaften mit Unterholz, das von Bambuspflanzen dominiert wird. Eine kleinere Gruppe von Fledermäusen nutzt die ausgehöhlten Bambusstängel als Unterschlupf. Wie die meisten Glattnasen jagt Eudiscopus denticulus mit Hilfe der Echoortung. Sie fliegt langsam und kann zeitweilig über einem Platz schweben.
Diese Fledermaus erreicht eine Kopf-Rumpf-Länge von 40 bis 45 mm sowie eine Schwanzlänge von 39 bis 42 mm. Die Unterarme sind 34 bis 38 mm lang. Eudiscopus denticulus hat zimtbraunes Fell, das auf der Unterseite heller ist. Im allgemeinen Körperbau gleicht Eudiscopus denticulus den Zwergfledermäusen (Pipistrellus). Sie hat etwas längere Ohren und einen längeren Tragus, der jedoch nicht spitz zuläuft.
Neben Eudiscopus denticulus hausen Dickdaumenfledermäuse (Glischropus) und Bambusfledermäuse (Tylonycteris) in Bambusstängeln. Die Vertreter dieser Gattungen wiegen 3,5 bis 10 g. Eudiscopus denticulus ist dabei eine der größeren Arten. Sie hat deutlich größere diskusförmige Ballen an den Hinterfüßen und einen stärker abgeflachten Schädel. Weiterhin gibt es drei Vormahlzähne auf jeder Seite des Unterkiefers.
Da die Art nur selten angetroffen wird, wird sie von der Weltnaturschutzunion (IUCN) mit „keine ausreichende Daten“ (Data Deficient) gelistet.

## Referenzen
- Don E. Wilson, DeeAnn M. Reeder (Hrsg.): Mammal Species of the World. A taxonomic and geographic Reference. 3. Auflage. 2 Bände. Johns Hopkins University Press, Baltimore MD 2005, ISBN 0-8018-8221-4 (englisch, Eudiscopus).
- Ronald M. Nowak (Hrsg.): Walker's Mammals of the World. 6. Auflage. Johns Hopkins University Press, Baltimore MD u. a. 1999, ISBN 0-8018-5789-9, S. 425 (englisch, Disk-footed Bat).
- Charles M. Francis & P. Barrett (Hrsg.): A Field Guide to the Mammals of South-East Asia. New Holland Publishers, London u. a. 2008, ISBN 978-1-84537-735-9, S. 235–236 (englisch, Disk-footed Bat).
- Kunz & Fenton (Hrsg.): Bat Ecology. University of Chicago Press, Chicago u. a. 2005, ISBN 0-226-46207-2, S. 23 (englisch, Cavities in Bamboo Culm).
- Karl F. Koopman: Eudiscopus denticulus. In: Mammalian Species. 19, The American Society of Mammalogists 1972 (PDF)
- Eudiscopus denticulus in der Roten Liste gefährdeter Arten der IUCN 2014.3. Eingestellt von: Csorba, G., Bumrungsri, S., Francis, C., Bates, P., Gumal, M. & Kingston, T., 2008. Abgerufen am 19. April 2015.
- Zsebok et al. Acoustic characteristics of the echolocation call of the disc-footed bat, Eudiscopus denticulus (Osgood, 1932), (Abstract) 2014.